# Pseudaphelia ochracea
Pseudaphelia ochracea är en fjärilsart som beskrevs av James John Joicey och Talbot 1924. Pseudaphelia ochracea ingår i släktet Pseudaphelia och familjen påfågelsspinnare. Inga underarter finns listade i Catalogue of Life.